# Doras
Doras is een geslacht van straalvinnige vissen uit de familie van de doornmeervallen (Doradidae).

## Soorten
- Doras carinatus (Linnaeus, 1766)
- Doras higuchii Sabaj Pérez & Birindelli, 2008
- Doras micropoeus (Eigenmann, 1912)
- Doras phlyzakion Sabaj Pérez & Birindelli, 2008
- Doras zuanoni Sabaj Pérez & Birindelli, 2008